# Cyclades (réseau)
Pour l’article homonyme, voir Cyclades.

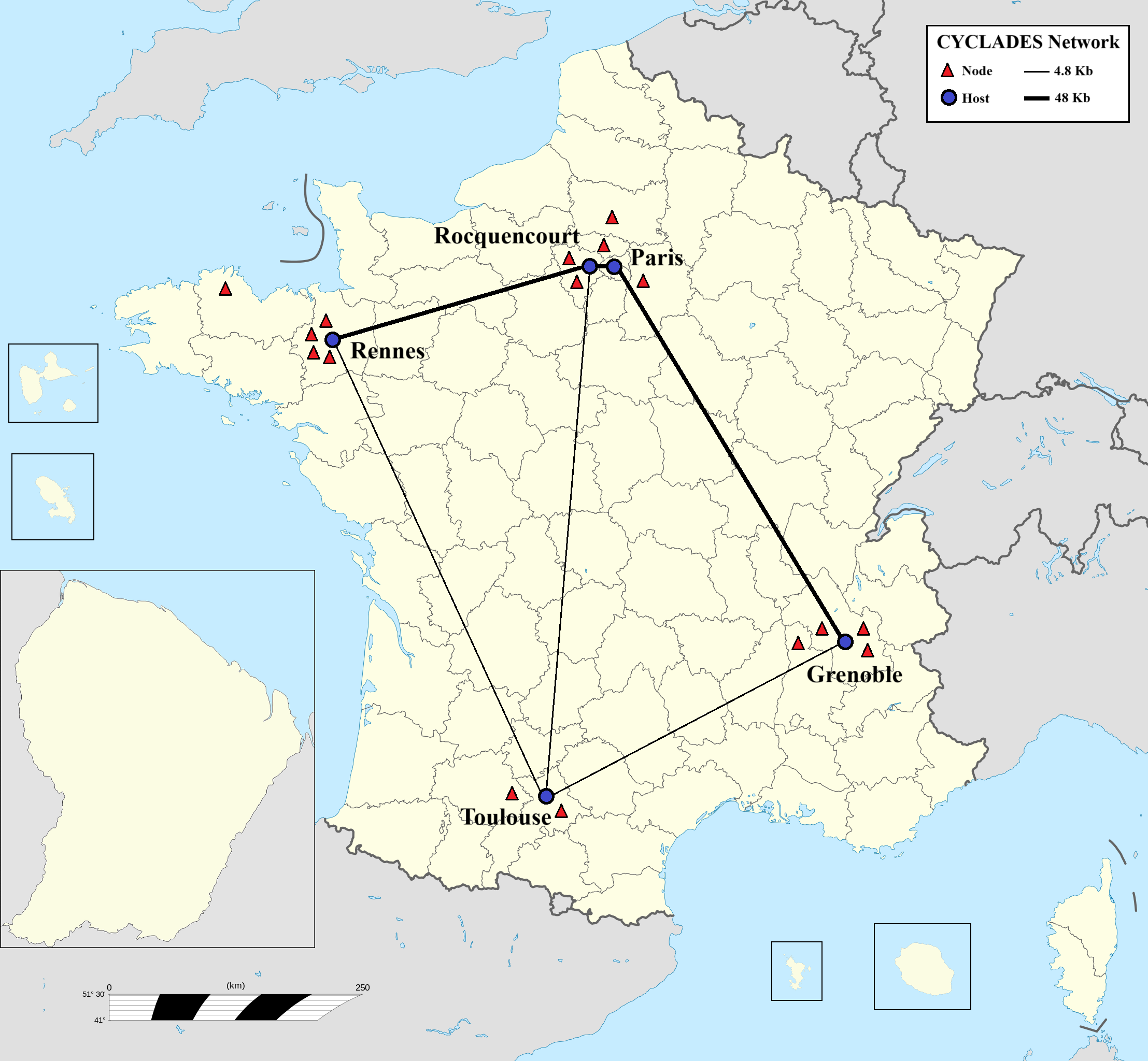
Topologie prévue pour Cyclades en janvier 1973

Cyclades, appelé "Mitranet" à ses débuts car basé sur le Mitra 15, miniordinateur à circuits intégrés de silicium, est un réseau d'ordinateurs français, concurrent et partenaire du réseau américain Arpanet, qui a été le premier à utiliser les datagrammes. 
Réclamé à partir de 1970 par le plan calcul, il est développé sous la direction du spécialiste du temps partagé Louis Pouzin, recruté à cette fin en 1971 à l'Institut national de recherche en informatique et en automatique (Inria), en lien étroit avec le réseau américain Arpanet et le réseau britannique du NPL.
Les concepts développés au sein du réseau Cyclades sur la congestion de réseau ont fortement influencé la suite des protocoles Internet, appelée TCP-IP, dont l'acte fondateur de 1974 cite deux importantes contributions apportées par Cyclades dès 1973 à son ancêtre, le Network Control Protocol d'Arpanet.
Sur pression du gouvernement, Cyclades fut privé de crédits à partir de 1975 puis abandonné en 1978 en raison de l'ouverture du réseau public Transpac, d'une technologie différente, sur lequel repose le Minitel.

## Genèse
En 1970, la notion de réseau informatique partagé est remise sur la table, alors que les seuls réseaux existant jusqu'alors étaient des réseaux dédiés (agence Havas, agence AFP, groupe Drouot) privés et onéreux, à cause du prix de location de lignes à temps plein, au lieu d'être partagées (en débit comme en coût) entre les acteurs.
En 1967 et 1969, des délégations françaises en visite aux États-Unis, avaient eu pour but de mieux faire connaître le projet ARPANET en France. Le projet Cyclades s'explique aussi par l'engouement de spécialistes pour les premières bases de données, en particulier dans le domaine universitaire, financier et administratif, mais aussi  dans la production  nucléaire qui nécessite une surveillance en temps  réel du réseau  électrique. Alors que l'inertie amène au cloisonnement des réseaux privés en cours de déploiement, quelques pionniers déploient leurs efforts pour les rendre accessibles à l'extérieur.
À l'époque, de nombreuses administrations françaises, mais aussi des grandes entreprises comme EDF, qui investit dans les centrales nucléaires, ont besoin de recourir à leurs propres bases de données[réf. souhaitée]. Les universités coopèrent au projet par le biais de contrats de recherche et la délégation générale à l'informatique, menée par Maurice Allègre, souhaite les interconnecter via un réseau de données,. Son autre objectif est de contrer la toute-puissance d'IBM.
Chargé du projet par la Délégation à l'informatique, Louis Pouzin réunit une petite équipe, qui démarre en 1972 avec six personnes environ, et choisit des collaborateurs à l’extérieur de l’IRIA comme Jean-Louis Grangé, Hubert Zimmermann, Jean-Pierre Touchard, Michel Elie, Jean Le Bihan et Gérard Le Lann, qui se rendra chez ARPANET en 1973. Louis Pouzin s'installe  à Rocquencourt, dans un bâtiment de l'IRIA, qui a des locaux disponibles et ne possède aucun projet de réseau.
Pour la Délégation à l'informatique, l'une des retombées attendues du projet est commerciale : son succès devrait permettre à l'IRIA de promouvoir le Mitra 15 et la télécommunication sur les Iris 50 et Iris 80, ainsi que leur conception d'une informatique distribuée .

## Les échanges avec Arpanet
Les échanges nombreux entre Cyclades et ARPANET sont facilités par la participation, de septembre 1968 à septembre 1970, de deux ingénieurs de la CII, Gérard Deloche et Michel Elie, à la petite équipe américaine qui a mis en place Arpanet à l'Université de Californie à Los Angeles (UCLA), son principal noeud de routage. L'équipe Cyclades entretient ensuite des contacts réguliers avec ses animateurs, notamment avec Vinton Cerf et Bob Kahn .
Au printemps 1972, Louis Pouzin, en tournée aux États-Unis, constate quelques « aspects insuffisamment pratiques d'Arpanet », ce qui amène Cyclades à introduire des fonctions supplémentaires et à en simplifier d'autres. « Les travaux de Pouzin nous ont beaucoup apporté, explique Vinton Cerf. Nous avons utilisé son système de contrôle de flux pour le protocole TCP/IP. C'était motivant de parler avec lui. ». L'un des membres de l'équipe, Gérard Le Lann, rejoint Vinton Cerf à Stanford dès 1973, pour travailler sur le protocole TCP, qui voit le jour la même année.
A la même époque sont mises en place des communications réseaux entre Cyclades, le réseau du National Physical Laboratory et le réseau Arpa, dont un nœud est en cours d’installation à l’University College of London. Des coopérations sont également montées avec l'Institut polytechnique de Milan, l'Université de Waterloo (Canada), Datel (organisme mixte PTT allemands-constructeurs d'ordinateurs). La coopération de Cyclades avec l’étranger se fait également par l’intermédiaire des centres participants, comme la collaboration entre l’Ensimag (Institut polytechnique de Grenoble) et le Canada, où le réseau Dataroute a eu du succès et où un projet de réseau entre universités a été confié à Terry Shepard et Doug Parkhill.

## Deux projets concurrents
En 1971, la DGT travaille sur un banc d'essai de réseau public de données, le projet RCP du CNET, d'une technologie différente car à base de commutation de circuits, en mode circuits virtuels.
Un accord est alors signé, le 29 juin 1972, entre la Délégation générale à l'informatique (DGI) et la DGT, confiant à la seconde l'étude et de la réalisation du sous-système pour les voies de télécommunications. Les deux acteurs poursuivent alors en employant deux technologies différentes.

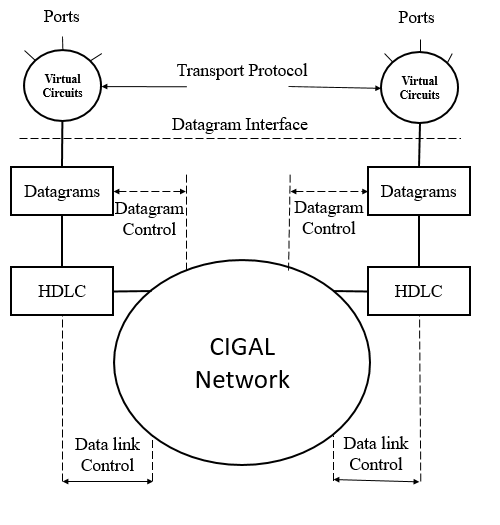
Modélisation du réseau Cyclades et de son sous-réseau Cigal

Cyclades a fait celui des datagrammes: transmettre ses paquets indépendamment les uns des autres, sans établissement de connexions connues du réseau. 
Pour RCP et le futur Transpac, le choix fait avait été de pouvoir garantir la qualité de service. Pour cela, le réseau doit exercer un contrôle de flux sur les sources, et donc avoir connaissance des connexions existantes entre les sites utilisateurs. En l'absence de panne (qui sera signalée aux correspondants concernés) tout paquet soumis au réseau est livré à son destinataire  (c'est le mode circuits virtuels). Pour que  la réalisation interne de RCP puis de Transpac soit simplifiée au maximum, le chemin suivi par les paquets d'une connexion est fixé pour toute la durée de celle-ci, mais des connexions simultanées ayant le même nœud de départ et le même d'arrivée peuvent emprunter des chemins différents si cela est utile pour répartir la charge entre eux.
Le mode circuits virtuels sera celui du standard X.25 du CCITT, adopté pour les réseaux publics de transmission de données à partir de 1976, en particulier pour Transpac en France. Le mode datagrammes sera celui d'Internet, dont l'ouverture au public et la commercialisation par des opérateurs multiples commencera en 1991. Son standard TCP/IP prendra alors progressivement le dessus sur celui du CCITT, et Transpac sera fermé en 2012.

## Dénominations successives
Au début, Louis Pouzin a appelé le réseau Mitranet, en référence à l'ordinateur Mitra 15 autour duquel il est construit, développé par Alice Recoque au sein de l'IRIA, mais quelqu’un au ministère des Finances a dit : « Ce n’est pas possible, Mitranet ce n’est pas un nom français » [réf. nécessaire]. Du coup, Louis Pouzin l’a appelé "Cigale" car, lors de la démonstration effectuée fin 1973, « à tout le ban et l’arrière-ban, les ministres et cetera, on avait mis un haut-parleur sur la ligne, et quand il passait un paquet, ça faisait « creuh creuh ».

## Extinction du réseau Cyclades
La première démonstration de Cyclades a lieu en 1972. Le réseau est opérationnel en 1974, avec la participation et la coopération du CNET, qui a pourtant un parc de matériel différent, mais dès 1975 des choix politiques s'y opposent.
Louis Pouzin parvient à faire admettre l'idée de développer un réseau de paquets indépendant des PTT « sans qu'il en résulte des mesures de rétorsion notables de la part du CNET ». Mais l'élection de Valéry Giscard d'Estaing à la présidence de la République entraîne « une révision de la politique informatique », car au « cœur du problème » se trouve la « concurrence entre les deux grands groupes industriels de l'électronique, la CGE et Thomson CSF ».
Le financement du projet, pourtant modeste[réf. nécessaire], est définitivement arrêté en 1978, au motif qu'il entre en concurrence avec Transpac. Le réseau Minitel passe par ce dernier, avec pour ses utilisateurs un coût plus élevé et le rationnement de l'accès aux données[réf. nécessaire].
Cyclades avait pourtant été renforcée dès le début par la DSA de CII-Honeywell-Bull, architecture ouverte, conçue pour l'informatique distribuée en mettant en avant les mini-ordinateurs Mitra 15 puis Mini 6, face aux deux grandes architectures rivales, Decnet, de DEC, et SNA d'IBM, d'architectures propriétaires et centralisées. Le réseau Transpac a rendu la vie difficile à l'architecture DSA sur son propre territoire d'origine, la France.

### Une argumentation inattendue
Il est en revanche surprenant de constater que dans les rapports remis à Hugues de l'Estoile et François Polge de Combret figuraient des indications présentant le fait que les paquets Cyclades arrivent en ordre quelconque (ce qui était parfaitement prévu) comme un « vice de conception » du système. Ceux de Transpac arrivant par construction même dans l'ordre de leur émission, ce système fut préféré. S'il est exact que cela permit de simplifier les points d'accès au réseau (points d'assemblage et désassemblage PAD, ou points d'accès vidéotex PAVi) en les dotant de moins de mémoire — très onéreuse à l'époque — le taux d'utilisation des lignes ne s'en trouvait en revanche pas amélioré, amenant à dépenser en cuivre ce qu'on économisait en silicium[réf. nécessaire]. L'évolution des coûts respectifs de chacun de ces deux ingrédients révèlera après coup ce choix malheureux à moyen terme[réf. nécessaire].

### Le choix à la lumière de la décennie 2000
En 2004, avec les baisses des coûts de lignes dues à la fibre optique — bien plus rapides (-80 % par an sur 1995-2005) que celle des composants silicium (-40 % par an) —, les avis sont en revanche partagés[réf. nécessaire]. Le taux d'erreurs sur ligne ayant diminué de trois ordres de grandeur, les contrôles permanents d'X.25 ne sont plus justifiés et ne subsistent en compétition que commutation par paquets et relais de trames simple[réf. nécessaire].
L'infrastructure de Transpac a par ailleurs changé depuis cette époque, ce dernier réseau utilisant en interne du relais de trames demandant bien moins de contrôles intermédiaires (car la fiabilité des lignes a elle aussi nettement augmenté) et n'ayant conservé le X.25 que pour ses interfaces chez ses clients[réf. nécessaire].

## Protagonistes
Cyclades est un projet pilote de l'IRIA (ancêtre de l'INRIA), conçu et dirigé par Louis Pouzin. Ce projet a mis en œuvre plusieurs techniques reprises peu après par Internet.
Les décideurs et préparateurs de son remplacement par Transpac ont été, outre Hugues de l'Estoile et François Polge de Combret, Jean-Claude Pelissolo et Michel d'Ornano[réf. nécessaire].

## Arts et littérature
Selon Raphaëlle Leyris, le roman Comédies françaises publié en 2020 par Éric Reinhardt raconte comment Ambroise Roux, patron de la Compagnie générale d'électricité (CGE) à l'époque du début des surfacturations aux PTT puis à France Télécom, aurait "obtenu de l'État l'arrêt du financement des recherches de Louis Pouzin, pionnier français de l'internet", ainsi que l'abandon du Plan Calcul et d'Unidata, consortium informatique européen, sur lesquels étaient organisés les projets industriels de Cyclades, réseau dirigé par de Louis Pouzin, qui risquait de concurrencer la CGE à moyen terme sur le marché des télécoms, avec un trafic routé par voie informatique plutôt que par les commutateurs à forte marge bénéficiaire vendus par la Compagnie générale d'électricité (CGE) aux PTT ,.

### Le réseau Cyclades vu parLe Mondeen janvier 1973
Environ un an avant l'inauguration officielle de Cyclades, Le Monde décrit ses spécificités à l'occasion d'un long article très documenté de janvier 1973, en soulignant l'intérêt de consulter à distance les bases de données d'entreprises différentes sur des ordinateurs de différents constructeurs.